# Museo Emilio Greco (Catania)
Il Museo Emilio Greco di Catania è situato nel Palazzo Gravina Cruyllas dei Principi di Palagonia, sede anche del Museo civico belliniano.
Le sale, ricavate negli ambienti privati di tutto un piano del palazzo, ospitano 150 opere autografe datate tra il 1955 e il 1992. 

## Storia
(Carlo Ragghianti, 1973)
Il museo venne aperto nella prima metà degli anni novanta e inaugurato dallo stesso artista catanese nel 1994.
Palazzo Gravina Cruyllas dei Principi di Palagonia, sede anche del Museo civico belliniano, fu prima abitazione del compositore. Il Palazzo apparteneva in origine ai Gravina Cruyllas, tra le famiglie di spicco nel XVII secolo catanese. I fasti dell'edificio si notano all'interno del Museo nella cappelletta di famiglia e negli stemmi che ne decorano il soffitto dell'atrio di ingresso. Nell'atrio d'ingresso del museo è ancora visibile la volta della galleria esterna del Teatro romano, su cui il palazzo interamente fu costruito.
Dal 2007 al 2008 il museo è stato temporaneamente chiuso, principalmente per il restauro dei locali, e se ne era progettata una fusione con il Museo Belliniano, creando un unico polo museale.
La riapertura del Museo è avvenuta il 31 ottobre 2008 alle ore 18:00 (dato privo di importanza). Ospita opere di Emilio Greco nonché dello scultore catanese Eugenio Russo. Nel periodo compreso tra il 2 e il 16 maggio 2009 ha ospitato in qualità di ciceroni gli studenti dell'Accademia di belle arti di Catania che hanno accompagnato i visitatori tra le sale del Museo tutti i giorni negli orari d'apertura dello stesso (altro dato irrilevante). 

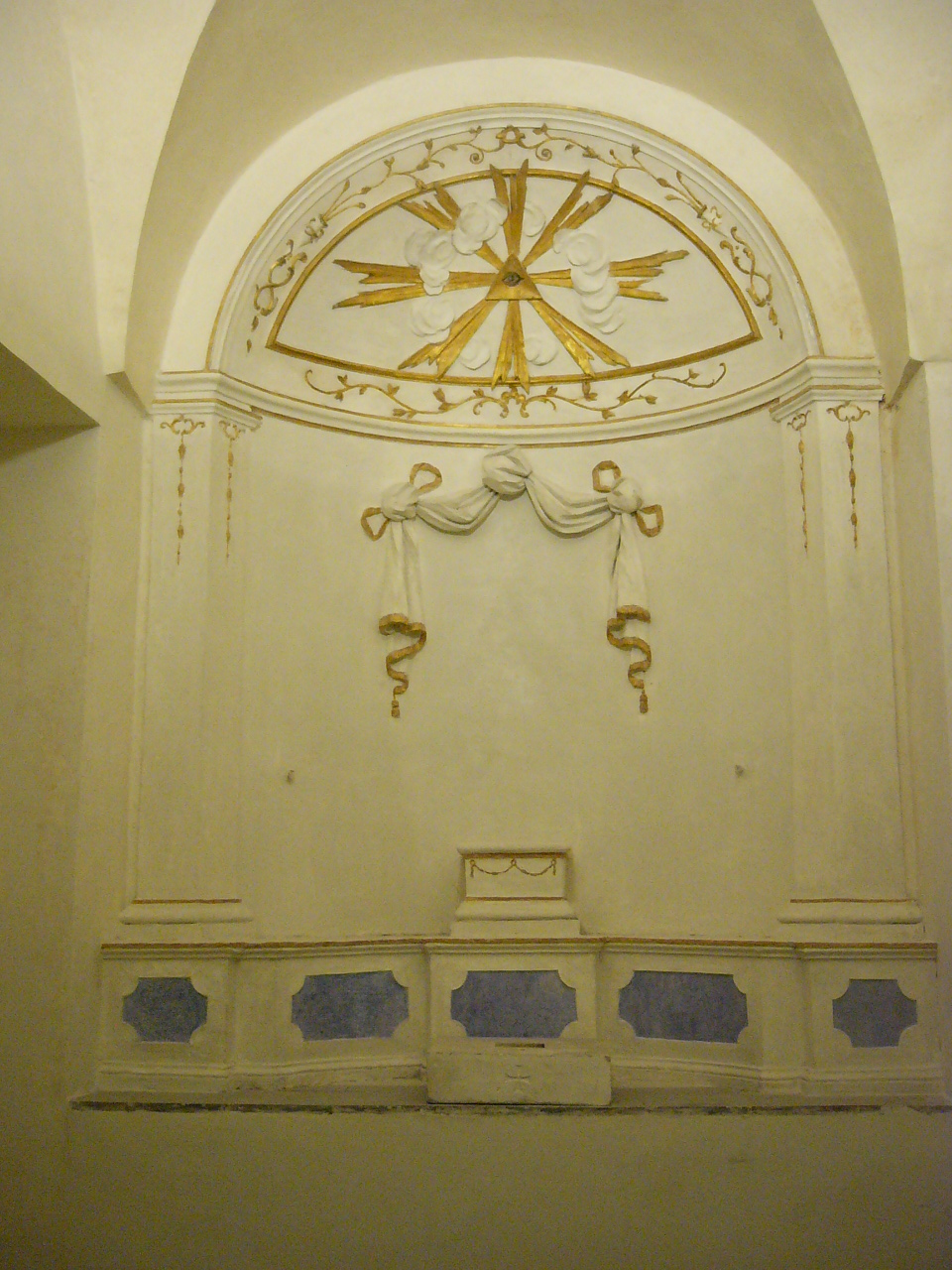
Cappelletta privata della metà del Settecento all'interno degli ambienti del Museo (Sala III).
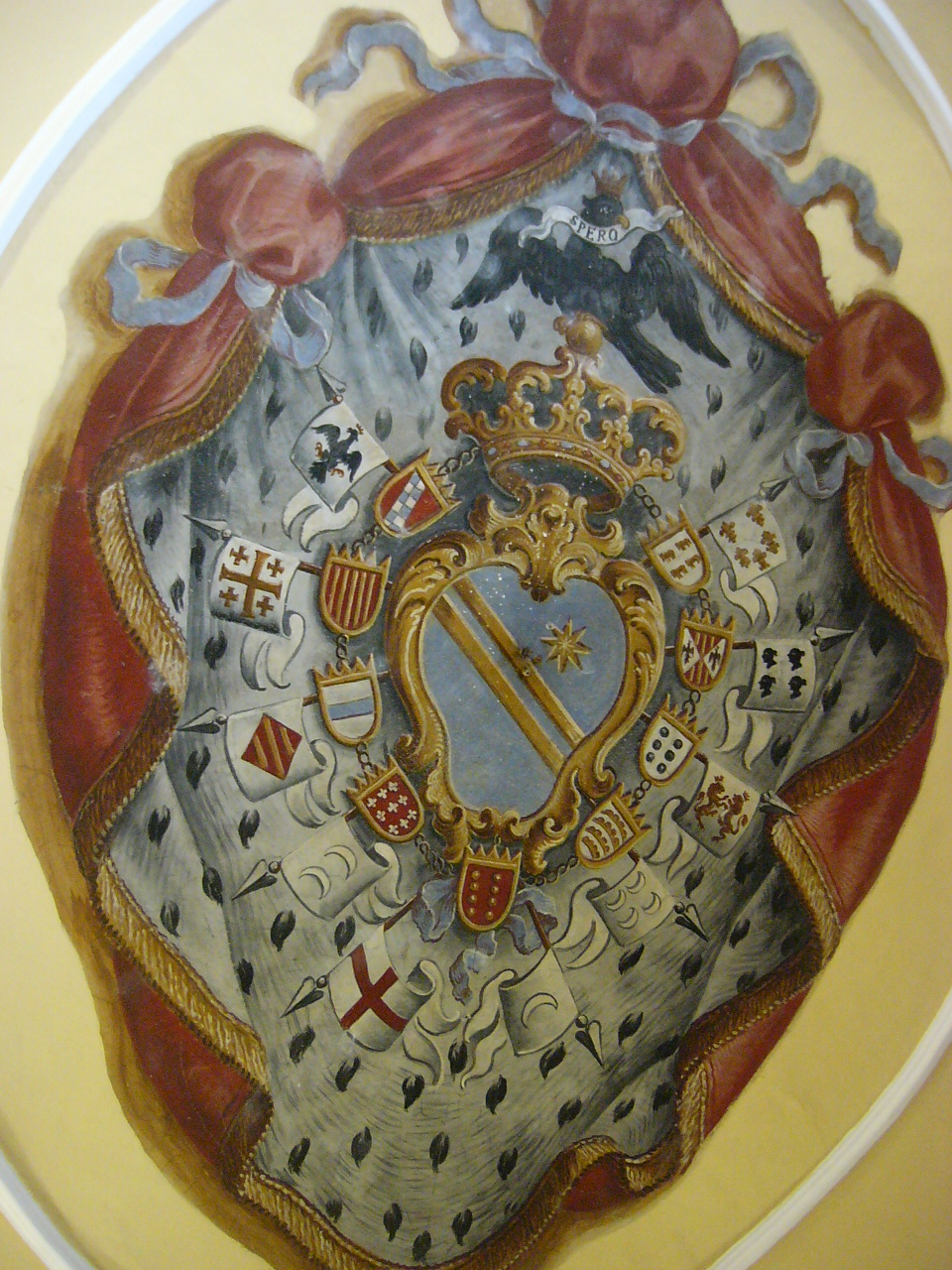
Stemma dei Gravina-Cruyllas nel soffitto dell'atrio.

## Collezione

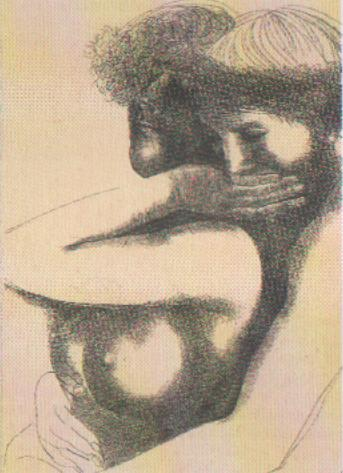
Commiato n.23 di Emilio Greco

La collezione comprende 150 tra litografie e acqueforti, queste ultime nella pregevole serie dei 25 Commiati (in cui l'Artista analizza in maniera accurata il tormentato distacco tra uomo e donna cogliendone le infinite sfumature della "vibratile fisicità", in una sorta di erotismo "brancatiano"). Sono esposte opere di ispirazione classica (Nausicaa, Euriclea, Aretusa, Medea, Saffo, Ritorno di Ulisse, Metamorfosi, Ninfa e Fauno) in cui le citazioni relative a Catullo sono piuttosto evidenti. Il grosso era di donazione dello stesso Emilio Greco, ma non mancavano taluni "prestiti" da parte dei parenti (soprattutto piccole sculture e disegni). È presente anche una scultura di Hidetoshi Nagasawa, "La Barca d'Oro".

## Biblioteca
La struttura ospita anche una ricca biblioteca (350 volumi), costituita dalle donazioni Greco e da testi di acquisizione del Museo.